# バトゥのリャザン襲撃の物語

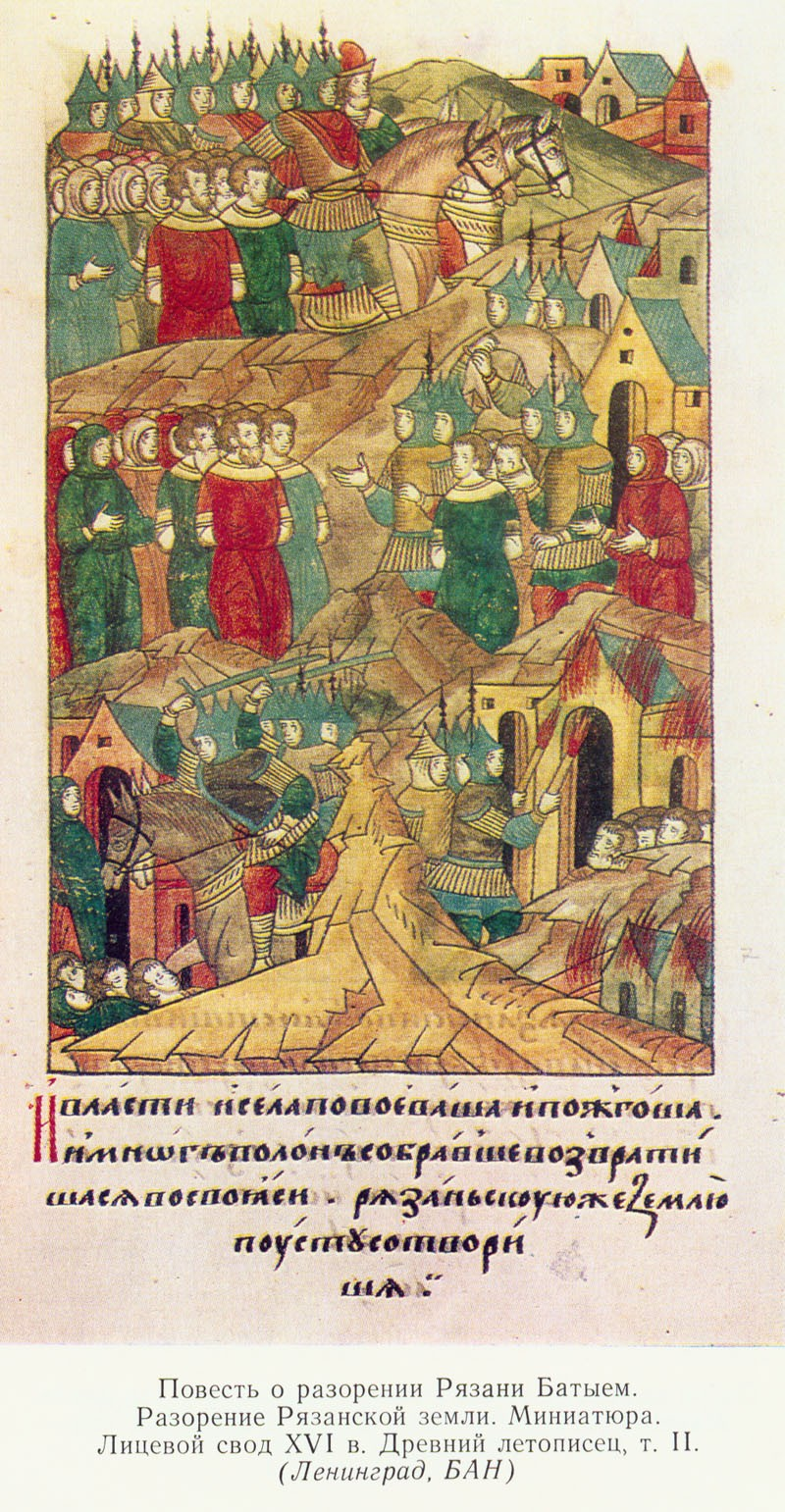
バトゥのリャザン襲撃の物語のミニアチュール（『絵入り年代記集成』所収、16世紀）

バトゥのリャザン襲撃の物語（ロシア語: Повесть о разорении Рязани Батыем）は、モンゴル帝国軍による1237年のリャザン公国への侵攻（モンゴルのルーシ侵攻の一部）を題材とした、中世ロシアの文学作品である。内容には、歴史学的見地から史実と認められる部分と、誤りあるいは創作とみなされる部分がある。

## 成立年代
写本は70部以上発見されているが、すべて16世紀以降のものである。D.リハチョフ(ru)は最も古い写本に対し、3種のテキストをもとに編集されたものと分析している。また、D.リハチョフは『ノヴゴロド第一年代記』による1238年の記述に地元の民間伝承などを加えて書かれた、原型となる作品が14世紀前半には成立していたのではないかという仮説を述べている。逆に言えば、リハチョフの説に従えは、物語の成立は14世紀前半以降ということになる。A.オルソフ(ru)は成立を15世紀後半以前、B.クロス(ru)は1560年とみなしている。日本の研究者では、中村喜和は、成立を、戦闘から数十年が経過した後、且つリャザン（現スタラヤ・リャザン）が衰退・消滅する1270年代までの間と推測している。

## あらすじ

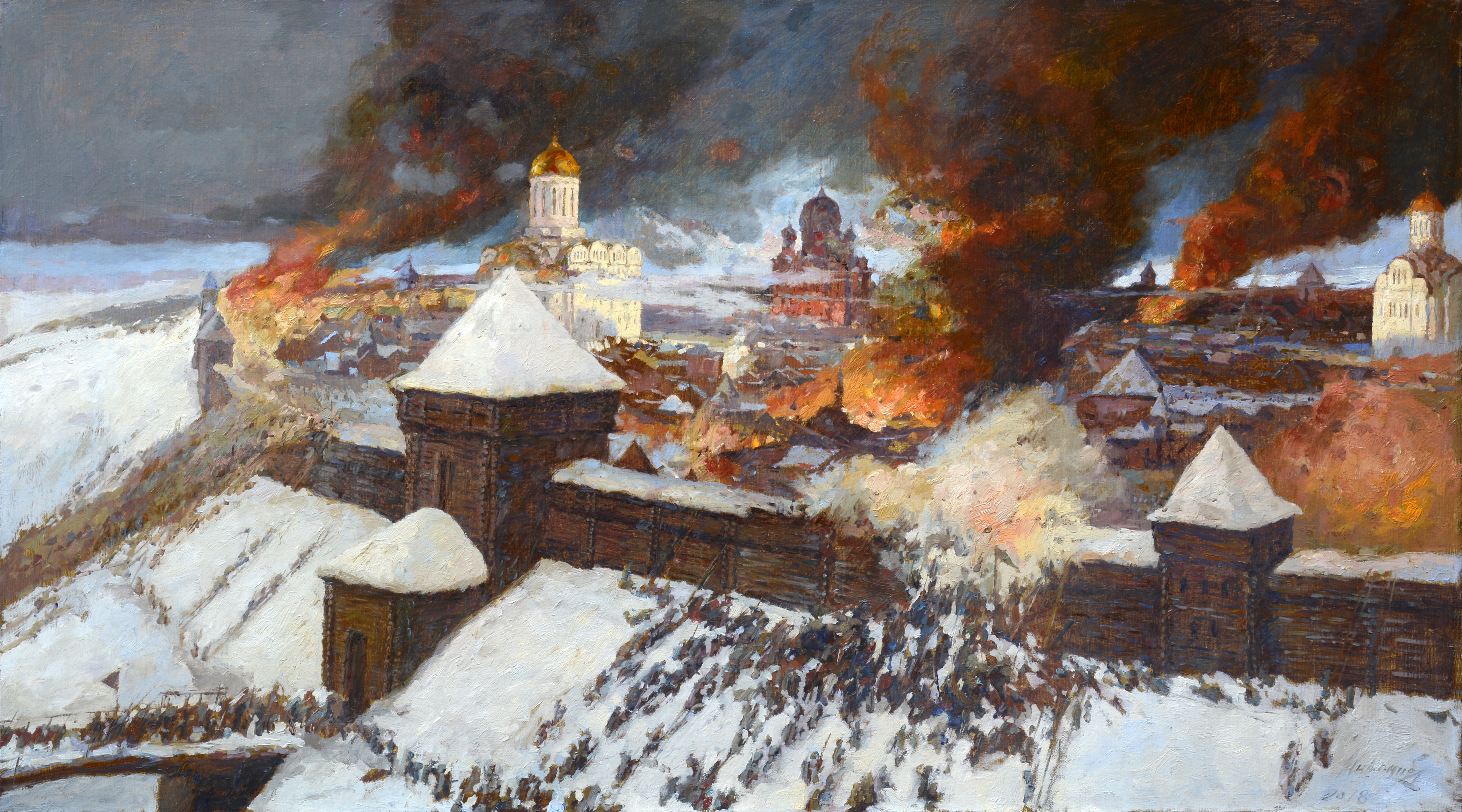
リャザンの防衛（E.デシャルィト(ru)画）

1237年、ルーシの地に侵入したバトゥ（モンゴルのルーシ侵攻軍総司令官。チンギス・カンの孫。）の軍は、リャザン付近、ヴォロネジ川岸に陣を張ると、リャザンに十分の一税を差し出すよう迫った。リャザン公ユーリーは、はじめウラジーミル大公ユーリーに援軍を求めるが、援軍を得られなかったため、自身の子フョードルに貢物を持たせてバトゥのもとに派遣した。バトゥはフョードルの妻エヴプラクシヤの美貌を知ると、フョードルに妻を差し出すよう要求した。フョードルはこれを拒んだため、従者とともにバトゥに殺害されてしまった。夫の死を知ったエヴプラクシヤもまた、塔から身を投げて自害した。
リャザン公ユーリーは息子らの死を嘆いたのち、軍容を整え、自ら率いてバトゥ軍と相対した。リャザン軍はバトゥをも驚愕させる奮戦を見せるも、ユーリー以下多くの公、将兵が戦死した（ヴォロネジ川の戦い）。バトゥはプロンスク等のリャザン公国内の諸都市を破壊しながらリャザンへと迫った。リャザンは五日間バトゥの猛攻を耐え抜くが、六日目の朝（12月21日）ついに侵入を許し、住民はことごとく殺された（リャザン包囲戦）。バトゥはウラジーミル、スーズダリを次の目標としてリャザンを去った。
この時、リャザンの士エヴパーチー・コロヴラート(ru)はイングヴァリ(ru)と共にチェルニゴフにいたが、リャザン襲撃の報を聞き、リャザンに戻った。リャザンの惨状を見たコロヴラートは、生き残った兵を率いてバトゥの後を追った。コロヴラートら1700人の兵はスーズダリの地でバトゥ軍に追いつくと、戦いを仕掛けた。コロヴラートの獅子奮迅の働きは、バトゥ並びにモンゴル帝国軍を恐れさせるが、破城用の大槌によって、ついにコロヴラートは打ち殺された。バトゥはコロヴラートの勇敢さを讃え、遺体を生き残りのコロヴラートの従者らに渡すと、従者らを放免した。リャザンの諸公の中で生き残ったイングヴァリは、嘆き悲しみながらも戦死者の屍を探し、弔った。
物語の最後は、リャザン諸公への賞賛と、イングヴァリのリャザン公就任を伝えている。また、物語中ではモンゴル軍の侵攻を神からの懲罰ととらえ、バトゥを異教徒と罵るなど、キリスト教的見解がみられる。

## 他史料との比較

### 戦闘

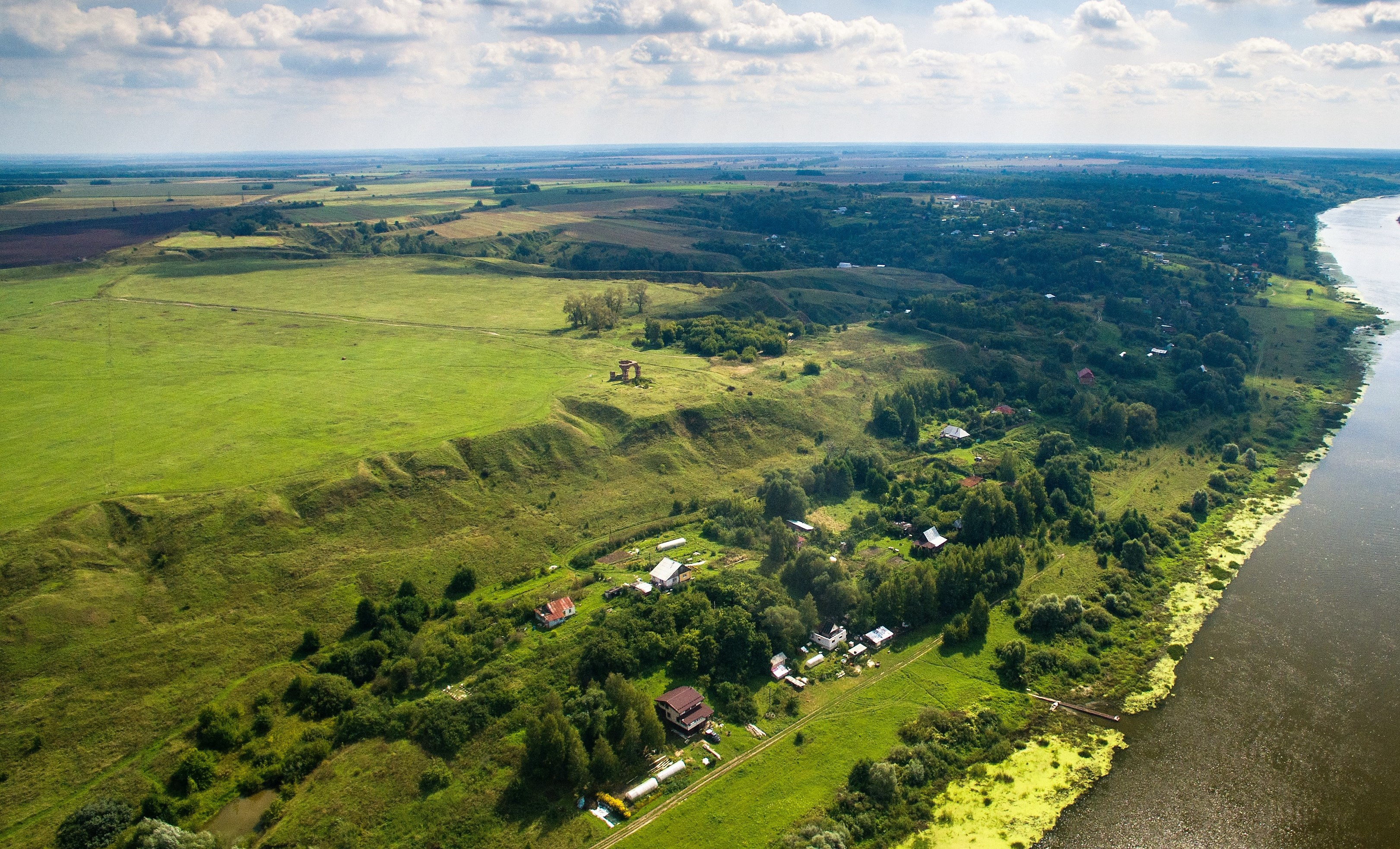
リャザンの遺構

物語中には、ルーシ諸公による迎撃戦（ヴォロネジ川の戦い）、リャザンをめぐる攻防戦（リャザン包囲戦）、コロヴラートによる追撃戦の3つの戦闘が描かれている。
ヴォロネジ川の戦いについては、物語以外の史料で言及しているものはなく、研究者によっては創作上のものとみなされている。一方、L.ウォイトウィチ(ru)による、指揮官は物語とは異なる人物ではあるが、ヴォロネジの戦い自体は現実のものとみなす説もある。リャザン包囲戦については、リャザンの遺構の考古学的調査が行われ、モンゴル帝国軍による破壊の跡や被葬者が発掘されている。コロヴラートによる追撃戦に関しては、コロヴラート自体が創作上の人物とみなされている（後述）。なお、リャザン陥落後に、リャザン公国の生存部隊とウラジーミル大公国との合同軍が、北上するモンゴル帝国軍とコロムナで戦い、敗れている（コロムナの戦い(ru)）。

### 登場人物
物語にはリャザン公国・ムーロム公国の諸公（同国ならびに分領公国の公）が複数名登場している。すなわち、リャザン公ユーリー、オレグ、ムーロム公ダヴィド、コロムナ公グレプ、プロンスク公フセヴォロド(ru)、また、生き残り、襲撃後にリャザン公となったイングヴァリ(ru)であり、彼らは兄弟として書かれている。彼ら6名の兄弟のうち、オレグとイングヴァリを除く4名はヴォロネジ川の戦いで戦死し、オレグも一命をとりとめ捕らえられたものの、バトゥを罵ったために殺害されたと記されている。また、物語中では、彼ら兄弟はイングヴァリ・スヴャトスラヴィチの子と記されている。
- リャザン陥落時（1237年）のリャザン公がユーリーであったことは史料と一致する。また、ユーリーとオレグは兄弟であったと確認されている。物語ではヴォロネジ川へ出陣して戦死しているが、『ガーリチ・ヴォルィーニ年代記(ru)』では、奸計によってリャザンからおびき出され、妻とともに処刑されたと記されている[2]。

- オレグは物語中ではヴォロネジ川の戦い後に刑死しているが、『ラヴレンチー年代記』によれば、モンゴル軍の捕虜となったが1252年に解放されており、1258年まで存命であった[4]。

- ムーロム公とされているダヴィドという人物についてであるが、まず、他の史料より、1237年のムーロム公はユーリーという人物であった。なお、このユーリーの父の名がダヴィド(ru)（ムーロム公に着位あり）であるが、既に1228年に死亡している。

- リャザン陥落時のコロムナ公をグレプと記す史料はなく、コロムナ公ロマン（リャザン陥落後にコロムナの戦いで戦死）をそのモデルであるとみなす説がある[7]。ロマンであるならば、ユーリー、オレグの兄弟ということになる。なお、物語中にはロマンという名の人物は登場しない。

- プロンスク公フセヴォロドは、『ロシア大百科事典』はプロンスク公ミハイルの子と解説している。また、ミハイルの子のフセヴォロドは、『ガーリチ・ヴォルィニ年代記』の記述では、ウラジーミル大公国へと逃れてリャザン陥落の報を伝えている[14][15]。一方、中村喜和は、フセヴォロドは1237年以前に既に死亡していた人物であるとしている[4]。

- 生き残ったイングヴァリは、父と同名だったことになるが、これは文字通り同名の実在の人物であるのか、同一人物が親子に分割されたのかは見解が分かれている[16]。なお『ヴォスクレセンスカヤ年代記』は、生き残ったのは、彼らの父のイングヴァリであると記している。

また、リャザンの陥落後に戦いを挑んだエヴパーチー・コロヴラートであるが、コロヴラートについて言及している史料はこの物語のみである。N.カラムジン(ru)、D.イロヴァイスキー(ru)ら帝政ロシア期の歴史学者はコロヴラートを実在の人物として論じたが、現代の歴史学者は、コロヴラートを後世に創作された人物であるとみなしている。

### 援軍要請
物語では、リャザン公ユーリーが、ウラジーミル大公ユーリーに援軍を求めるものの、それを断られたため、周辺を領有する諸公（前述の兄弟たち）を招集し、ヴォロネジの戦いに臨んだ、という展開になっている。
ノヴゴロドの年代記においても、同様に、ウラジーミル大公ユーリーが援軍を拒んだという記述がみられる。ただし、物語では援軍要請をヴォロネジの戦い以前のこととしているのに対し、ノヴゴロドの年代記では、リャザンからの使者がウラジーミルに到着したのはヴォロネジの戦いの後であり、かつ、ウラジーミルには同時にモンゴル軍の使者も到着していた、と記されている。『ガーリチ・ヴォルィーニ年代記』においては、ウラジーミル大公国へ情報が伝わったのはリャザン陥落後であり、その伝達者は、物語ではヴォロネジで戦死しているプロンスク公フセヴォロド(ru)だったと記されている。また、いずれにせよウラジーミル大公ユーリーはリャザン陥落後に軍を発し、リャザン公国の生存部隊と共にコロムナの戦いへと臨んでいることから、リャザンの救援に消極的であったという物語（ならびに年代記）の描写は事実と異なるとする見方がある。
また、物語において、リャザン陥落時にコロヴラートとイングヴァリがチェルニゴフにいたのは、チェルニゴフ公国への援軍要請の使者であったとする見方がある（物語、史料共にチェルニゴフに援軍を要請したとする記述はない）。V.タチシチェフ(ru)は、リャザン公国からチェルニゴフ公国への援軍要請はあったが、チェルニゴフ諸公（オレグ家(ru)諸公）は、リャザン諸公が1223年の対モンゴル戦・カルカ河畔の戦いに参戦しなかったことを理由に援軍を断った、と論じている。

## 関連作品

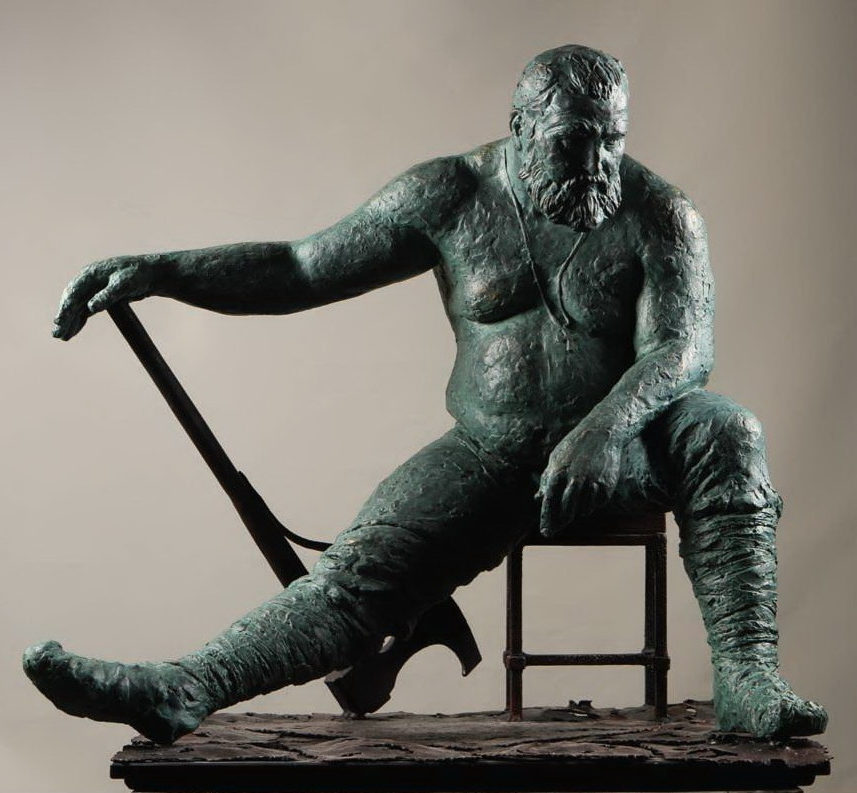
エヴパーチー・コロヴラート（I.コルジェフ(ru)作、2009年）

中世に書かれた、モンゴルのルーシ侵攻を題材とした作品としては、いくつかの年代記（レートピシ）の中に編入された『バトゥ襲来の物語(ru)』、冒頭部分のみが発見されている『ルーシの地の滅亡の物語(ru)』、「バトゥのリャザン襲撃の物語」と、ケルソネソスのイコンをザライスクへ移動させた話などを併せた『ニコラ・ザラスキーの物語』などがある。
物語の登場人物であるエヴパーチー・コロヴラートは、ソ連、また現ロシアにおいて、詩、文学作品、芸術作品、音楽、アニメ、映画など幅広い分野で作品の題材となっている。2017年制作のロシア映画「Легенда о Коловрате(ru) / レゲンダ・オ・コロヴラーテ」（直訳：コロヴラートの伝説）は、日本でも「フューリアス　双剣の戦士」の邦題で放映された。